# Fernando Jorge
Fernando Jorge (Petrópolis, 1928) é jornalista, escritor, historiador, biógrafo, crítico literário, dicionarista e enciclopedista brasileiro, autor de várias obras biográficas e históricas que lhe renderam alguns prêmios como o Prêmio Jabuti de 1962.
Durante a ditadura militar de 1964 foi considerado "subversivo", tendo muitas vezes sido levado a interrogatório pelo regime e seu trabalho censurado.

## Biografia
Filho de Salomão Jorge e Albertina Alves Jorge, Fernando nasceu no Rio de Janeiro mas mudou-se para São Paulo quando tinha sete anos de idade; seu pai – natural da cidade de Petrópolis e descendente de sírios e  libaneses, era médico, poeta e escritor – na capital paulista entrou para a política elegendo-se deputado estadual, havendo sido líder do governo na Assembleia.
Fernando Jorge cursou a Faculdade de Direito da Universidade de São Paulo; mais tarde formou-se em biblioteconomia, profissão na qual foi diretor da divisão técnica da biblioteca da Assembleia Legislativa de São Paulo.
Seu trabalho como jornalista, um dos primeiros a integrar a Associação Brasileira de Imprensa com a carteira de número 88, durante o regime militar brasileiro foi processado quatro vezes por subversão; sobre esta passagem registrou Ângelo Henrique Ricchetti: "...estava na lista negra dos militares como um jornalista subversivo, mas não. Fernando não era um jornalista subversivo. Era muito mais. Usava duas armas para combatê-la: a primeira a inteligência, e a segunda, a sua caneta, ora escrevendo livros e ora escrevendo peças de teatro, diga-se de passagem, sempre proibidas." Em 1987 publicou ""Cale a Boca, jornalista!", obra na qual registra os casos de tortura aos profissionais de imprensa durante a ditadura militar.
Como enciclopedista Jorge foi um duro crítico do trabalho de Antônio Houaiss; em sua obra "Chacrinha, Silvio Santos, Ibrahim Sued, Houaiss e Cia", de 1974, registrou como "dedicatória": "Ao Antônio Houaiss - que sendo o chefe da editoria da "Grande Enciclopédia Delta Larousse", a rainha das enciclopédias erradas, tornou-se o maior vendedor de erros do mundo, e por haver enriquecido o nosso léxico com a palavra houaissada, que significa: erros e disparates encontrados em dicionários e enciclopédias."

## Obras publicadas
Além do Prêmio Jabuti, o autor já em 1957 recebeu a Medalha Koeler por sua contribuição à cultura brasileira e, em 1957, ganhou o Prêmio Clio da Academia Paulista de História por seu trabalho sobre a Era Vargas. Dentre os livros do autor têm-se:
biografia e história
- Lutero e a Igreja do Pecado.
- Cale a Boca, jornalista!, 1987
- Vida e Poesia de Olavo Bilac
- O Aleijadinho, sua Vida, sua Obra, seu Gênio
- As Lutas, a Glória e o Martírio de Santos Dumont, 2018
- Os 150 Anos da Nossa Independência
- Vidas de Grandes Pintores do Brasil
- Getúlio Vargas e o seu Tempo
- Hitler – Retrato de uma Tirania, 2012
- Vida e Obra do Plagiário Paulo Francis
- Vida, obra e época de Paulo Setúbal: um homem de alma ardente
- A Academia do fardão e da confusão: a Academia Brasileira de Letras e os seus 'imortais' mortais
- Geisel, o presidente da abertura

crítica e ensaio
- Chacrinha, Silvio Santos, Ibrahim Sued, Houaiss e Cia, 1974
- Se não fosse o Brasil, jamais Barack Obama teria nascido, 2011 (Editora Novo Século)

literatura
- Água da Fonte (crônica)
- As Sandálias de Cristo (crônica)
- O Orvalho
- O Grande Líder (romance)

dicionários e linguística
- Dicionário de verbos
- Dicionário de antônimos e sinônimos
- Gramática dinâmica da Língua Portuguesa – Dicionário de verbos
- Língua Portuguesa – dicionário de verbos
- Dicionário básico da Língua Portuguesa
- Novíssimo dicionário prático da Língua Portuguesa
- Nova biblioteca da Língua Portuguesa
- Dicionário de verbos ingleses (coautoria)
- Dicionário de verbos franceses (coautoria)